# 行列式
行列式（英語：Determinant），记作{\displaystyle \det(A)}或{\displaystyle |A|}，是一个在方块矩阵上计算得到的标量。行列式可以看作是有向面积或体积的概念在一般的欧几里得空间中的推广。或者说，在欧几里得空间中，行列式描述的是一个线性变换对“体积”所造成的影响。无论是在线性代数、多项式理论，还是在微积分学中（比如说换元积分法中），行列式作为基本的数学工具，都有着重要的应用。
行列式概念最早出现在解线性方程组的过程中。十七世纪晚期，关孝和与莱布尼茨的著作中已经使用行列式来确定线性方程组解的个数以及形式。十八世纪开始，行列式开始作为独立的数学概念被研究。十九世纪以后，行列式理论进一步得到发展和完善。矩阵概念的引入使得更多有关行列式的性质被发现，行列式在许多领域都逐渐显现出重要的意义和作用，其定义也被推广到诸如线性自同态和向量组等结构上。
行列式的特性可以被概括为一个交替多线性形式，这个本质使得行列式在欧几里德空间中可以成为描述“体积”的函数。

## 记法
矩陣{\displaystyle A}的行列式記作{\displaystyle \det(A)}。行列式經常使用竖直線記法（例如：克萊姆法則和子式）。例如，对于一個矩陣：
{\displaystyle A={\begin{bmatrix}a&b&c\\d&e&f\\g&h&i\end{bmatrix}}}
{\displaystyle \det(A)}也记作{\displaystyle |A|}，或以細長的垂直線取代矩陣的方括號，明確的寫为：
{\displaystyle \det(A)=|A|={\begin{vmatrix}a&b&c\\d&e&f\\g&h&i\end{vmatrix}}}
当这个记法用于絕對值时，其作用对象为数，矩陣的絕對值是无定義的。矩陣範數通常以雙垂直線來表示（如：{\displaystyle \|\cdot \|}），且可以使用下標。故不会与二者造成混淆。

## 直观定义
一个{\displaystyle n}阶方块矩阵{\displaystyle A}的行列式可直观地定义如下：
其中，{\displaystyle S_{n}}是集合{\displaystyle \left\{1,2,...,n\right\}}上置换的全体，即集合{\displaystyle \left\{1,2,...,n\right\}}到自身上的一一映射（双射）的全体；
{\displaystyle \sum _{\sigma \in S_{n}}}表示对{\displaystyle S_{n}}全部元素的求和，即对于每个{\displaystyle \sigma \in S_{n}}，{\displaystyle \operatorname {sgn}(\sigma )\prod _{i=1}^{n}a_{i,\sigma (i)}}在加法算式中出现一次；对每一个满足{\displaystyle 1\leq i,j\leq n}的数对{\displaystyle \left(i,j\right)}，{\displaystyle a_{i,j}}是矩阵{\displaystyle A}的第{\displaystyle i}行第{\displaystyle j}列的元素。
{\displaystyle \operatorname {sgn}(\sigma )}表示置换{\displaystyle \sigma \in S_{n}}的符号差，具体地说，满足{\displaystyle 1\leq i\leq j\leq n}但{\displaystyle \sigma (i)>\sigma (j)}的有序数对{\displaystyle \left(i,j\right)}称为{\displaystyle \sigma }的一个逆序。
如果{\displaystyle \sigma }的逆序共有偶数个，则{\displaystyle \operatorname {sgn} \sigma =1}，如果共有奇数个，则{\displaystyle \operatorname {sgn} \sigma =-1}。
举例来说，对于3元置换{\displaystyle \sigma =\left(2,3,1\right)}（即是说{\displaystyle \sigma (1)=2}，{\displaystyle \sigma (2)=3}，{\displaystyle \sigma (3)=1}）而言，由于1在2后，1在3后，所以共有2个逆序（偶数个），因此{\displaystyle \operatorname {sgn}(\sigma )=1}，从而3阶行列式中项{\displaystyle a_{1,2}a_{2,3}a_{3,1}}的符号是正的。但对于三元置换{\displaystyle \sigma =\left(3,2,1\right)}（即是说{\displaystyle \sigma (1)=3}，{\displaystyle \sigma (2)=2}，{\displaystyle \sigma (3)=1}）而言，可以数出共有3个逆序（奇数个），因此{\displaystyle \operatorname {sgn} \sigma =-1}，从而3阶行列式中项{\displaystyle a_{1,3}a_{2,2}a_{3,1}}的符号是负号。
注意到对于任意正整数{\displaystyle n}，{\displaystyle S_{n}}共拥有n!个元素，因此上式中共有{\displaystyle n!}个求和项，即这是一个有限多次的求和。
对于简单的2阶和3阶的矩阵，行列式的表达式相对简单，而且恰好是每条主对角线（左上至右下）元素乘积之和减去每条副对角线（右上至左下）元素乘积之和（见图中红线和蓝线）。

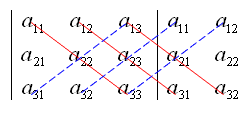
三阶矩阵的行列式为每条红线上的元素的乘积之和，减去蓝线上元素乘积之和。

- 2阶矩阵的行列式：{\displaystyle {\begin{vmatrix}a_{1,1}&a_{1,2}\\a_{2,1}&a_{2,2}\end{vmatrix}}=a_{1,1}a_{2,2}-a_{1,2}a_{2,1}}[7]

- 3阶矩阵的行列式：{\displaystyle \displaystyle {\begin{vmatrix}a_{1,1}&a_{1,2}&a_{1,3}\\a_{2,1}&a_{2,2}&a_{2,3}\\a_{3,1}&a_{3,2}&a_{3,3}\end{vmatrix}}=a_{1,1}a_{2,2}a_{3,3}+a_{1,2}a_{2,3}a_{3,1}+a_{1,3}a_{2,1}a_{3,2}-a_{1,3}a_{2,2}a_{3,1}-a_{1,1}a_{2,3}a_{3,2}-a_{1,2}a_{2,1}a_{3,3}}[8]

但对于阶数{\displaystyle n\geq 4}的方阵{\displaystyle A}，这样的主对角线和副对角线分别只有{\displaystyle n}条，由于{\displaystyle A}的主、副对角线总条数{\displaystyle =2n<\left(n-1\right)n<n!=S_{n}}的元素个数
因此，行列式的相加项中除了这样的对角线乘积之外，还有其他更多的项。例如4阶行列式中，项{\displaystyle a_{1,2}a_{2,3}a_{3,1}a_{4,4}}就不是任何对角线的元素乘积。不过，和2、3阶行列式情况相同的是，n阶行列式中的每一项仍然是从矩阵中选取n个元素相乘得到，且保证在每行和每列中都恰好只选取一个元素，而整个行列式恰好将所有这样的选取方法遍历一次。
另外，{\displaystyle n\times n}矩阵的每一行或每一列也可以看成是一个{\displaystyle n}元向量，这时矩阵的行列式也被称为这{\displaystyle n}个{\displaystyle n}元向量组成的向量组的行列式。

## 几何意义：二维和三维欧氏空间中的例子
行列式的一个自然的源起是n维平行体的体积。行列式的定义和n维平行体的体积有着本质上的关联。

### 二维向量组的行列式
在一个二维平面上，两个向量{\displaystyle X=\left(a,c\right)}和{\displaystyle X'=\left(b,d\right)}的行列式是：
{\displaystyle \det(X,X')={\begin{vmatrix}a&b\\c&d\end{vmatrix}}=ad-bc}
比如说，两个向量{\displaystyle X=\left(2,1\right)}和{\displaystyle X'=\left(3,4\right)}的行列式是：
{\displaystyle \det(X,X')={\begin{vmatrix}2&3\\1&4\end{vmatrix}}=2\cdot 4-3\cdot 1=5}

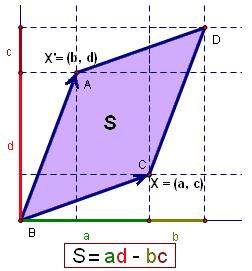
行列式是向量形成的平行四边形的面积

经计算可知，当系数是实数时，行列式表示的是向量{\displaystyle X}和{\displaystyle X'}形成的平行四边形的有向面积，并有如下性质：
- 行列式为零当且仅当两个向量共线（线性相关），这时平行四边形退化成一条直线[9]。
- 如果以逆时针方向为正向的话，有向面积的意义是：平行四边形面积为正当且仅当以原点为不动点将{\displaystyle X}逆时针“转到”{\displaystyle X'}处时，扫过的地方在平行四边形裡，否则的话面积就是负的。如右图中，{\displaystyle X}和{\displaystyle X'}所构成的平行四边形的面积就是正的[11]。
- 行列式是一个双线性映射。也就是说，{\displaystyle \det(\lambda X+\mu Y,X')=\lambda \det(X,X')+\mu \det(Y,X')\;}，

并且
{\displaystyle \det(X,\lambda X'+\mu Y')=\lambda \det(X,X')+\mu \det(X,Y')\;}。

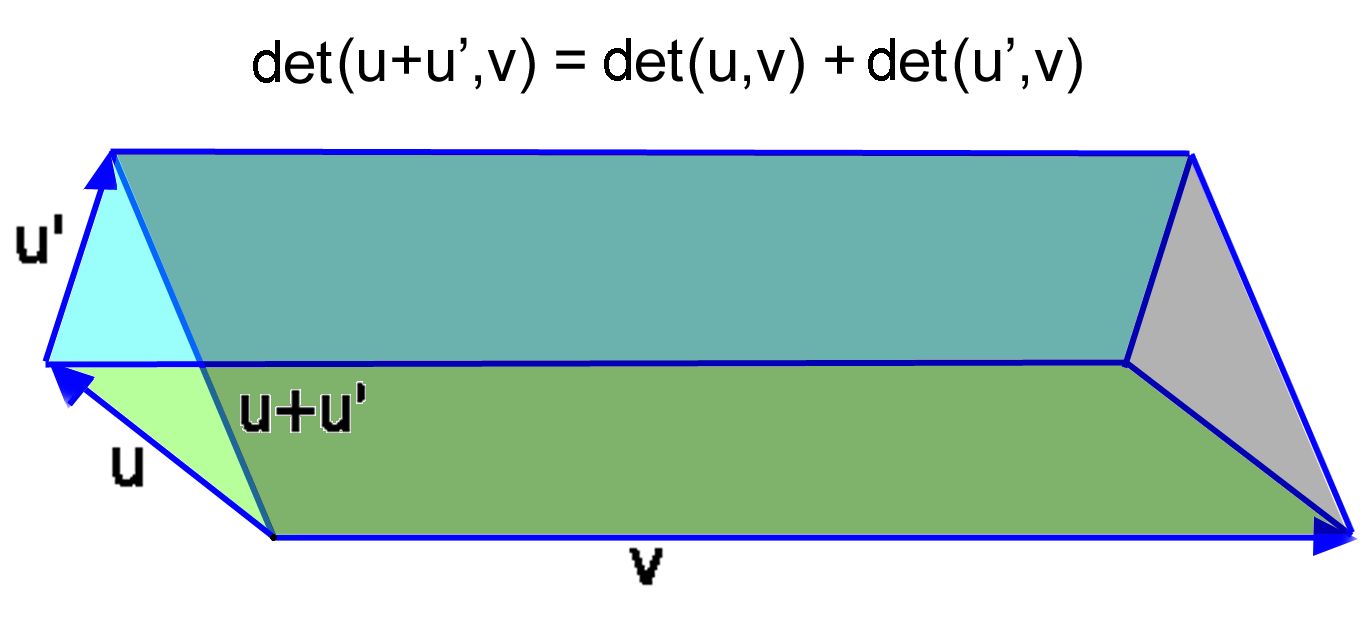
行列式

其几何意义是：以同一个向量{\displaystyle v}作为一条边的两个平行四边形的面积之和，等于它们各自另一边的向量{\displaystyle u}和{\displaystyle u'}加起来后的向量：{\displaystyle u+u'}和{\displaystyle v}所构成的平行四边形的面积，如左图中所示。

### 三维向量组的行列式
在三维的有向空间中，三个三维向量的行列式是：
{\displaystyle \det(X,X',X'')={\begin{vmatrix}x&x'&x''\\y&y'&y''\\z&z'&z''\end{vmatrix}}=xy'z''+x'y''z+x''yz'-xy''z'-x'yz''-x''y'z}。
比如说，三个向量{\displaystyle \left(2,1,5\right)}、{\displaystyle \left(6,0,8\right)}和{\displaystyle \left(3,2,4\right)}的行列式是：
{\displaystyle \det(X,X',X'')={\begin{vmatrix}2&6&3\\1&0&2\\5&8&4\end{vmatrix}}=2\cdot 0\cdot 4+6\cdot 2\cdot 5+3\cdot 1\cdot 8-2\cdot 2\cdot 8-6\cdot 1\cdot 4-3\cdot 0\cdot 5=28}
当系数是实数时，行列式表示{\displaystyle X}、{\displaystyle X'}和{\displaystyle X''}三个向量形成的平行六面体的有向体积，也叫做这三个向量的混合积。同样的，可以观察到如下性质：
- 行列式为零当且仅当三个向量共线或者共面（三者线性相关），这时平行六面体退化为平面图形，体积为零[10]。

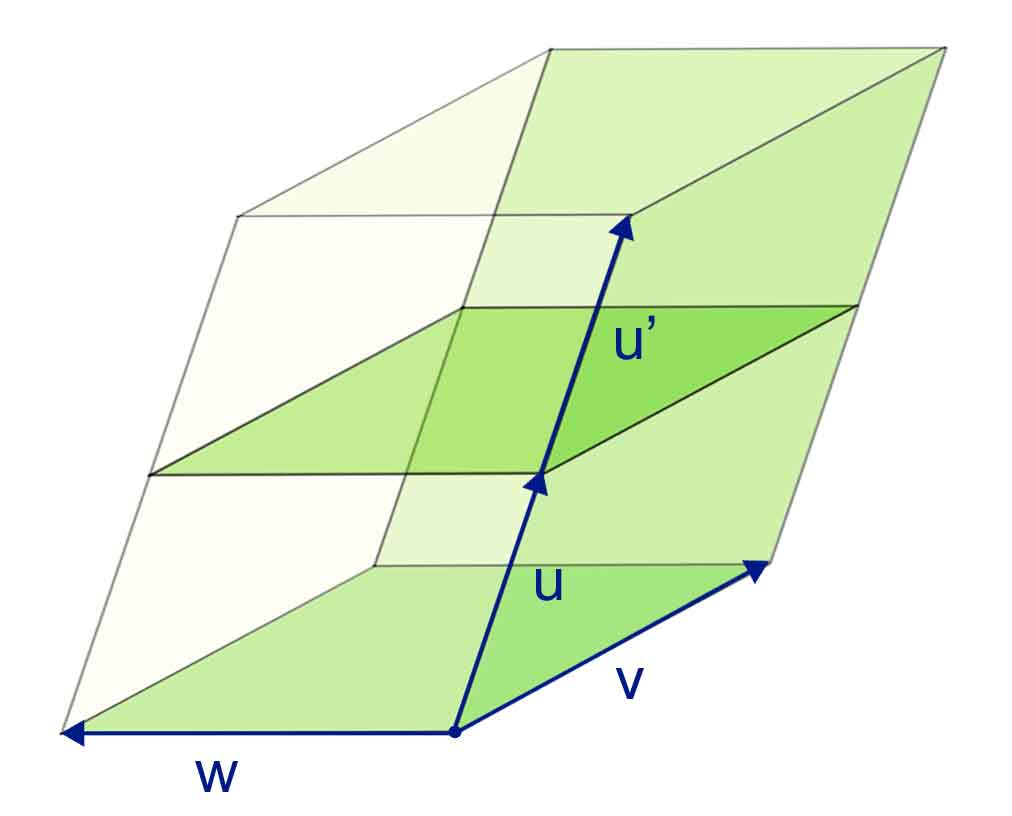
两个相邻平行六面体的体积之和

- 三维空间中有向体积的定义要比二维空间中复杂，一般是根据右手定则来约定。比如右图中({\displaystyle u,v,w})所形成的平行六面体的体积是正的，而({\displaystyle u,w,v})所形成的平行六面体的体积是负的。这个定义和行列式的计算并不矛盾，因为行列式中向量的坐标都是在取好坐标系后才决定的，而坐标系的三个方向一般也是按照右手规则来设定的。如果计算开始时坐标系的定向反过来的话，有向体积的定义也要跟着反过来，这样行列式才能代表有向体积[10][13]。
- 这时行列式是一个“三线性映射”，也就是说，对第一个向量有{\displaystyle \det(aX+bY,X',X'')=a\det(X,X',X'')+b\det(Y,X',X'')\;}，对第二、第三个向量也是如此。其几何意义和二维时基本相同，是指当生成两个平行六面体的每组三个向量中如果有两个是重合的，比如分别是：({\displaystyle u,v,w})和({\displaystyle u',v,w})，那么它们的体积之总和等于将{\displaystyle u}和{\displaystyle u'}加起来后的向量{\displaystyle u+u'}和{\displaystyle v}, {\displaystyle w}所形成的平行六面体的体积，如右图所示[10]。

### 基底的选择
在以上的行列式中，我们不加选择地将向量在所谓的正交基（即直角坐标系）下分解，实际上在不同的基底之下，行列式的值并不相同。这并不是说平行六面体的体积不唯一。恰恰相反，这说明体积的概念依赖于衡量空间的尺度，也就是基底的取法。用基底的变换可以看作线性映射对基底的作用，而不同基底下的行列式代表了基变换对“体积”的影响。可以证明，对于所有同定向的标准正交基，向量组的行列式的值在绝对值意义上是一样的。也就是说，如果我们选择的基底都是“单位长度”，并且两两正交，那么在这样的基之下，平行六面体的体积的绝对值是唯一的。

### 线性变换

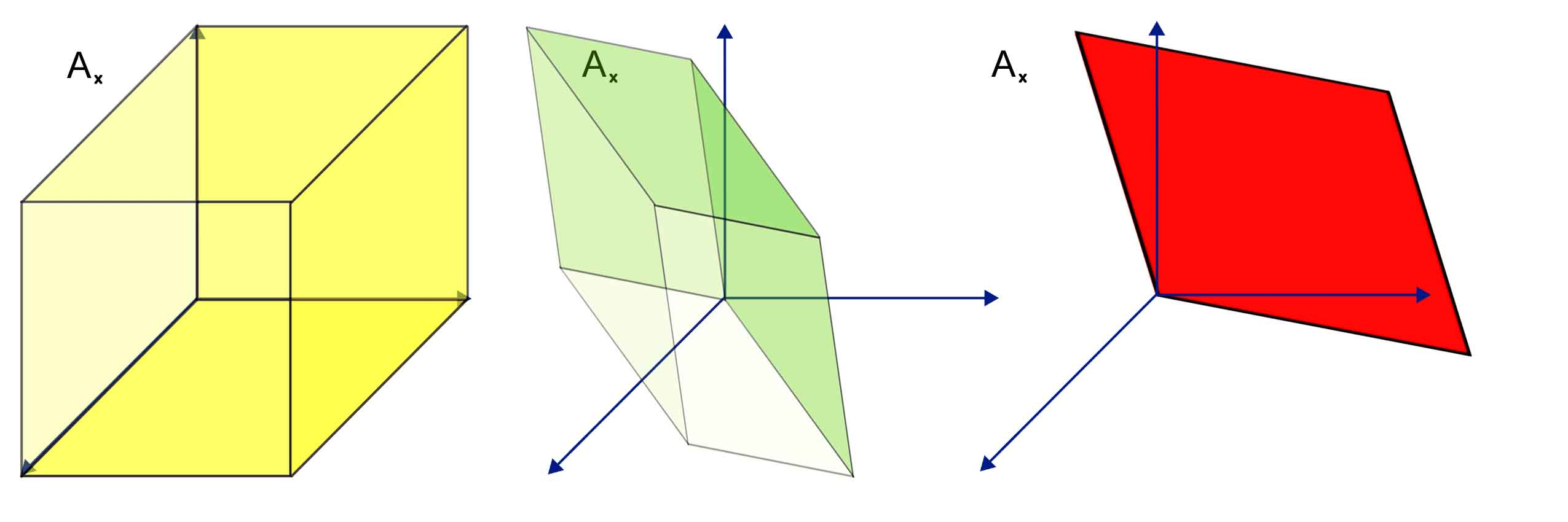
经线性映射后的正方体

设E是一个一般的n维的有向欧几里得空间。一个线性变换把一个向量线性地变为另一个向量。比如说，在三维空间中，向量({\displaystyle x,y,z})被映射到向量({\displaystyle x',y',z'})：
{\displaystyle {\begin{matrix}x'=a_{1}x+b_{1}y+c_{1}z\\y'=a_{2}x+b_{2}y+c_{2}z\\z'=a_{3}x+b_{3}y+c_{3}z\end{matrix}}}
其中{\displaystyle a}、{\displaystyle b}、{\displaystyle c}是系数。如右图，正方体（可以看作原来的一组基形成的）经线性变换后可以变成一个普通的平行六面体，或变成一个平行四边形（没有体积）。这两种情况表示了两种不同的线性变换，行列式可以将其很好地分辨出来（为零或不为零）。
更详细地说，行列式表示的是线性变换前后平行六面体的体积的变化系数。如果设左边的正方体体积是一，那么中间的平行六面体的（有向）体积就是线性变换的行列式的值，右边的平行四边形体积为零，因为线性变换的行列式为零。这里我们混淆了线性变换的行列式和向量组的行列式，但两者是一样的，因为我们在对一组基作变换。

## 行列式与空间定向
以上二维和三维行列式的例子中，行列式被解释为向量形成的图形的面积或体积。面积或体积的定义是恒正的，而行列式是有正有负的，因此需要引入有向面积和有向体积的概念。负的面积或体积在物理学中可能难以理解，但在数学中，它们和有向角的概念类似，都是对空间镜面对称特性的一种刻画。如果行列式表示的是线性变换对体积的影响，那么行列式的正负就表示了空间的定向。
如上图中，左边的黄色骰子（可以看成有单位的有向体积的物体）在经过了线性变换后变成中间绿色的平行六面体，这时行列式为正，两者是同定向的，可以通过旋转和拉伸从一个变成另一个。而骰子和右边的红色平行六面体之间也是通过线性变换得到的，但是无论怎样旋转和拉伸，都无法使一个变成另一个，一定要通过镜面反射才行。这时两者之间的线性变换的行列式是负的。可以看出，线性变换可以分为两类，一类对应着正的行列式，保持空间的定向不变，另一类对应负的行列式，颠倒空间的定向。

## 一般域上的行列式：严格的定义
由二维及三维的例子，可以看到一般的行列式应该具有怎样的性质。在{\displaystyle n}维欧几里得空间中，作为“平行多面体”的“体积”的概念的推广，行列式继承了“体积”函数的性质。首先，行列式需要是线性的，这可以由面积的性质类比得到。这裡的线性是对于每一个向量来说的，因为当一个向量变为原来的{\displaystyle a}倍时，“平行多面体”的“体积”也变为原来的{\displaystyle a}倍。其次，当一个向量在其它向量组成的“超平面”上时，{\displaystyle n}维“平行多面体”的“体积”是零（可以想像三维空间的例子）。也就是说，当向量线性相关时，行列式为零。在一般系数域上的线性空间中，行列式也正是由这样的特性所刻划的：

### 交替多线性形式（多重线性函数）
行列式是系数域为{\displaystyle K}的有限维线性空间{\displaystyle E}上射到{\displaystyle K}的交替n-线性形式。
具体来说，设{\displaystyle E}是一个系数在域{\displaystyle K}上的有限维线性空间，维数为{\displaystyle n}。一个{\displaystyle E}上的交替{\displaystyle n-}线性形式是指满足以下性质的函数{\displaystyle D:E^{n}\to K}：
1. {\displaystyle n}重線性：{\displaystyle D(a_{1},\ldots ,ca_{i}+a_{i}',\ldots ,a_{n})=cD(a_{1},\ldots ,a_{i},\ldots ,a_{n})+D(a_{1},\ldots ,a_{i}',\ldots ,a_{n})}
2. 交替性：{\displaystyle D(a_{1},a_{2},\ldots ,a_{n})=-D(a_{2},a_{1},\ldots ,a_{n})}或者说，当{\displaystyle a_{i}=a_{j}}的时候{\displaystyle D(a_{1},\ldots ,a_{i},\ldots ,a_{j},\ldots ,a_{n})=0}

所有E上的交替{\displaystyle n-}线性形式的集合记作{\displaystyle A_{n}(E)}。
{\displaystyle A_{n}(E)}的维度是1。也就是说，设{\displaystyle B=(e_{1},\dots ,e_{n})}是{\displaystyle E}的一组基，那么，所有的交替{\displaystyle n-}线性形式{\displaystyle f:E^{n}\to K}都可以写成
{\displaystyle f(a_{1},\dots ,a_{n})=\left(\sum _{\sigma \in {\mathfrak {S}}_{n}}\operatorname {sgn}(\sigma )\prod _{j=1}^{n}a_{\sigma (j),j}\right)f(e_{1},\dots ,e_{n})}
其中{\displaystyle a_{j}=\sum _{i=1}^{n}a_{i,j}e_{i}}是在基{\displaystyle B}下的展开。
对任一个{\displaystyle n-}线性形式{\displaystyle D:E^{n}\to K}，考虑将{\displaystyle D}依照多线性性质展开，
{\displaystyle D(a_{1},\dots ,a_{n})=D\left(\sum _{i_{1}=1}^{n}a_{i_{1},1}e_{i_{1}},\dots ,\sum _{i_{n}=1}^{n}a_{i_{n},n}e_{i_{n}}\right)=\sum _{i_{1}=1}^{n}\dots \sum _{i_{n}=1}^{n}\prod _{j=1}^{n}a_{i_{j},j}D(e_{i_{1}},\dots ,e_{i_{n}})}
这时，由交替性，{\displaystyle D(e_{i_{1}},\dots ,e_{i_{n}})\neq 0}当且仅当{\displaystyle i_{1},\dots ,i_{n}}是{\displaystyle 1,\dots ,n}的一个排列，所以有
{\displaystyle D(a_{1},\dots ,a_{n})=D(I_{n})\cdot \sum _{\sigma \in S_{n}}\operatorname {sgn}(\sigma )\prod _{i=1}^{n}a_{i,\sigma (i)}}
这裡，{\displaystyle I_{n}=(e_{1},\dots ,e_{n})}。

### 向量组的行列式
设{\displaystyle B=(e_{1},\dots ,e_{n})}是{\displaystyle E}的一组基，根据上面的定理和线性形式的性质，可以定义{\displaystyle B}下的行列式。
{\displaystyle E}上的一组基{\displaystyle {\mathit {B}}=(e_{1},\dots ,e_{n})}的行列式是唯一一个满足：
{\displaystyle \det {}_{\mathit {B}}(e_{1},...,e_{n})=1}
的交替n-线性形式{\displaystyle \det {}_{\mathit {B}}:E^{n}\to K}。
其中的唯一性是因为如果有两个交替{\displaystyle n-}线性形式满足条件，则它们的差在一组基上为0，从而恒等于0。于是，一组基上的一个向量组的行列式就是：
确定了{\displaystyle E}上的一组基{\displaystyle B}后，向量组{\displaystyle a_{1},\dots ,a_{n}}在{\displaystyle B}下的行列式是：
{\displaystyle \det {}_{B}(a_{1},\dots ,a_{n})=\left(\sum _{\sigma \in {\mathfrak {S}}_{n}}\operatorname {sgn}(\sigma )\prod _{j=1}^{n}a_{\sigma (j),j}\right)\det {}_{B}(e_{1},\dots ,e_{n})=\sum _{\sigma \in {\mathfrak {S}}_{n}}\operatorname {sgn}(\sigma )\prod _{j=1}^{n}a_{\sigma (j),j}}
其中{\displaystyle a_{j}=\sum _{i=1}^{n}a_{i,j}e_{i}}是在{\displaystyle B}下的展开。
可以见到这个定义与之前直观的定义是吻合的，它有时也被称作莱布尼兹公式。

#### 基变更公式
设{\displaystyle B}与{\displaystyle B'}是向量空间中的两组基，则将上面定理中的{\displaystyle f}改为{\displaystyle \det {}_{B}}就得到向量组在两组基下的行列式之间的关系：
{\displaystyle \det {}_{B'}(a_{1},\dots ,a_{n})=\det {}_{B'}(B)\times \det {}_{B}(a_{1},\dots ,a_{n})}，

### 矩阵的行列式
設{\displaystyle \displaystyle {\mathit {M}}_{n}(K)}為所有定義在系数域{\displaystyle K}上的{\displaystyle n\times n}矩陣的集合。將{\displaystyle n\times n}矩陣{\displaystyle M}（{\displaystyle M}的元素记为{\displaystyle \displaystyle m_{i,j}} )的{\displaystyle n}列寫成{\displaystyle m_{1},\ldots ,m_{n}}，{\displaystyle \displaystyle m_{j}}可以看作是{\displaystyle \mathbb {R} ^{n}}的正则基上的向量。矩阵{\displaystyle M}的行列式定义为向量组{\displaystyle m_{1},\ldots ,m_{n}}的行列式。这裡的向量都在{\displaystyle \mathbb {R} ^{n}}的正则基上展开，因此矩阵的行列式不依赖于基的选择。
矩阵{\displaystyle M}的行列式
{\displaystyle \det(M)=\det(m_{1},\ldots ,m_{n})=\sum _{\sigma \in {\mathfrak {S}}_{n}}\operatorname {sgn}(\sigma )\prod _{i=1}^{n}m_{\sigma (i),i}}
这样定义的矩阵{\displaystyle M}的行列式与向量组的行列式有同样的性质。单位矩阵的行列式为1，若矩阵的某几行线性相关，则它的行列式为零。
由莱布尼兹公式，可以证明矩阵行列式的一个重要性质：
一个矩阵的行列式等于它的转置矩阵的行列式：{\displaystyle \det M=\det \left({}^{t}{M}\right)}，
也就是说矩阵的行列式既可以看作{\displaystyle n}个行向量的行列式，也可以看作{\displaystyle n}个列向量的行列式。因此也可以通过行向量组来定义矩阵行列式，并且得到的定义是等价的。
矩阵{\displaystyle A}的转置矩阵的行列式是：
{\displaystyle \det({}^{t}A)=\sum _{\sigma \in {\mathfrak {S}}_{n}}\operatorname {sgn}(\sigma )\prod _{i=1}^{n}a_{i,\sigma (i)}}
令{\displaystyle j=\sigma (i)}，由于每个排列都是双射，所以上式变成：
{\displaystyle \det({}^{t}A)=\sum _{\sigma \in {\mathfrak {S}}_{n}}\operatorname {sgn}(\sigma )\prod _{j=1}^{n}a_{\sigma ^{-1}(j),j}}
令{\displaystyle \tau =\sigma ^{-1}}，当{\displaystyle \sigma }取遍所有置换时，{\displaystyle \tau }也取遍所有排列。另一方面，{\displaystyle 1=\operatorname {sgn}(\sigma ^{-1}\sigma )=\operatorname {sgn}(\tau \sigma )=\operatorname {sgn}(\tau )\operatorname {sgn}(\sigma )}，因此而且{\displaystyle \operatorname {sgn} \sigma =\operatorname {sgn} \tau }。所以
{\displaystyle \det({}^{t}A)=\sum _{\tau \in {\mathfrak {S}}_{n}}\operatorname {sgn}({\sigma })\prod _{j=1}^{n}a_{\tau (j),j}=\sum _{\tau \in {\mathfrak {S}}_{n}}\operatorname {sgn}(\tau )\prod _{j=1}^{n}a_{\tau (j),j}=\det A}

### 线性变换的行列式
设{\displaystyle f}是{\displaystyle n}维线性空间{\displaystyle E}到自身的线性变换（自同态），对于给定的一组基，可以定义线性变换在这组基下的行列式。
设{\displaystyle B}是{\displaystyle E}的一组基。设{\displaystyle f}在{\displaystyle B}的变换矩阵为{\displaystyle \left[f\right]_{B}}，那么{\displaystyle f}在{\displaystyle B}下的行列式就是：
{\displaystyle \det f=\det \left([f]_{B}\right)}。
f的变换矩阵满足{\displaystyle \left[f(x_{1}),\dots ,f(x_{n})\right]=\left[f\right]_{B}\cdot \left[x_{1},\dots ,x_{n}\right]}
也就是说对所有的向量组{\displaystyle (x_{1},\dots ,x_{n})}，
{\displaystyle \det {}_{B}(f(x_{1}),\dots ,f(x_{n}))=\det \left([f]_{B}\right)\times \det {}_{B}(x_{1},\dots ,x_{n})}
{\displaystyle =\det f\times \det {}_{B}(x_{1},\cdots ,x_{n})}。
可以证明，f在E的任意一组基下的变换矩阵的行列式都是相等的。
考虑映射{\displaystyle d_{f,B}}使得{\displaystyle (x_{1},\cdots ,x_{n})}被映射到
{\displaystyle d_{f,B}(x_{1},\dots ,x_{n})=\det {}_{B}(f(x_{1}),\dots ,f(x_{n}))}，
{\displaystyle d_{f,B}}是一个交替n-线性形式，因此由前面证的定理，{\displaystyle d_{f,B}}和{\displaystyle det_{B}}只相差一个系数。
{\displaystyle d_{f,B}=\lambda \cdot \det {}_{B}}。
而由变换矩阵的性质可以知道：{\displaystyle \lambda =\det \left([f]_{B}\right)}
也就是说
{\displaystyle \det {}_{B}(f(x_{1}),\dots ,f(x_{n}))=\det \left([f]_{B}\right)\times \det {}_{B}(x_{1},\dots ,x_{n})\qquad (1)}
对于另外一组基{\displaystyle B'}，运用基变更公式，可以得到：
{\displaystyle \det {}_{B}(f(x_{1}),\dots ,f(x_{n}))=\det {}_{B}(B')\times \det {}_{B'}(f(x_{1}),\dots ,f(x_{n}))}
{\displaystyle {\begin{aligned}\det \left([f]_{B}\right)\times \det {}_{B}(x_{1},\dots ,x_{n})&=\det {}_{B}(f(x_{1}),\dots ,f(x_{n}))\\&=\det {}_{B}(B')\times \det {}_{B'}(f(x_{1}),\dots ,f(x_{n}))\\&=\det {}_{B}(B')\times \det \left([f]_{B'}\right)\times \det {}_{B'}(x_{1},\dots ,x_{n})\\&=\det \left([f]_{B'}\right)\times \det {}_{B}(x_{1},\dots ,x_{n})\end{aligned}}}
从而可以得出{\displaystyle \det \left([f]_{B'}\right)}等于{\displaystyle \det \left([f]_{B}\right)}。于是{\displaystyle \det \left([f]_{B'}\right)}是一个不依赖于基，只依赖于f的数。
因此线性变换的行列式定义可以修改为不依赖于基的形式：
设线性变换f在某组基B下的变换矩阵为{\displaystyle \left[f\right]_{B}}，那么{\displaystyle f}的行列式就是：
{\displaystyle \det f=\det \left([f]_{B}\right)}。
前一节里对正方体做线性变换时，{\displaystyle (x_{1},\cdots ,x_{n})}是原来的基，{\displaystyle \det {}_{B}(x_{1},\dots ,x_{n})=1}，因此可以混淆向量组的行列式和线性变换的行列式。
特别地，行列式为1的线性变换保持向量组的行列式，它们构成一般线性群{\displaystyle GL(E)}的一个子群{\displaystyle SL(E)}，称作特殊线性群。可以证明，{\displaystyle SL(E)}是由所有的错切生成的，即所有具有如下形式的矩阵代表的线性变换：
{\displaystyle {\begin{bmatrix}1&&&&\\&1&&&\\&&\lambda &&\\&&&1&\\&&&&1\end{bmatrix}}=I_{n}+\lambda E_{ij}}
其中{\displaystyle E_{ij}}是只在第{\displaystyle i}行第{\displaystyle j}列处系数取1，其余系数为0的矩阵。也就是说，错切变换保持向量组形成的“平行多面体”的体积。同样，可以证明两个相似矩阵有相等的行列式。

## 系数的取值
以上的定义中都假设矩阵的系数取自域{\displaystyle \mathbb {K} }中，实际上矩阵的系数可以是任意的交换环{\displaystyle k}，这时有限维线性空间变为以{\displaystyle B=(e_{1},\dots ,e_{n})}为基的自由{\displaystyle k-}模，而相应的关于行列式的定义和性质依然成立（在可定义的范畴内）。如果矩阵系数是非交换环的话，以上的行列式定义将不再唯一。1845年，阿瑟·凯莱首次开始研究非交换环上行列式定义的问题。他注意到，对于系数是四元数（不可交换）的二阶行列式
{\displaystyle {\begin{vmatrix}a_{11}&a_{12}\\a_{21}&a_{22}\\\end{vmatrix}}}
表达式{\displaystyle a_{11}a_{22}-a_{12}a_{21}}和{\displaystyle a_{11}a_{22}-a_{21}a_{12}}是不一样的。1926年，阿兰德·海廷和A.理查德森提出了非交换环上的行列式的不同定义。理查德森将二阶行列式定义为：{\displaystyle (a_{11}-a_{12}a_{22}^{-1}a_{21})a_{22}}，而海廷则提倡使用{\displaystyle (a_{11}-a_{12}a_{22}^{-1}a_{21})}。两人都用归纳法定义了更高阶矩阵的行列式。1931年，奥斯丁·欧尔在一大类非交换环（后来命名为欧尔环）上定义了行列式的概念。最著名的非交换环上的行列式的定义当属让·迪厄多内的定义。迪厄多内是布尔巴基学派的代表成员之一，他将除环{\displaystyle \mathbb {K} }中的行列式定义在商域{\displaystyle \mathbb {K} /[\mathbb {K} ,\mathbb {K} ]}上，而不是在{\displaystyle \mathbb {K} }中。这个定义下的行列式有接近交换环中行列式的性质。例如，迪尔多内的行列式可以保持行列式的乘法定理。而这种行列式与交换环中行列式的区别是：将矩阵的两行或两列互换后，行列式的值不变。之后菲列克斯·别列金（）、佐藤幹夫等人对迪厄多内的定义进行了探究和扩展。

## 行列式的性質
行列式的一些基本性质，可以由它的多线性以及交替性推出。
- 在行列式中，一行（列）元素全為0，則此行列式的值為0[31]。

{\displaystyle {\begin{vmatrix}{\color {blue}0}&{\color {blue}0}&\dots &{\color {blue}0}\\a_{21}&a_{22}&\dots &a_{2n}\\\vdots &\vdots &\ddots &\vdots \\a_{n1}&a_{n2}&\dots &a_{nn}\end{vmatrix}}={\begin{vmatrix}{\color {blue}0}&a_{12}&\dots &a_{1n}\\{\color {blue}0}&a_{22}&\dots &a_{2n}\\\vdots &\vdots &\ddots &\vdots \\{\color {blue}0}&a_{n2}&\dots &a_{nn}\end{vmatrix}}=0}
- 在行列式中，某一行（列）有公因子{\displaystyle k}，則可以提出{\displaystyle k}[31]。

{\displaystyle D={\begin{vmatrix}a_{11}&a_{12}&\dots &a_{1n}\\\vdots &\vdots &\ddots &\vdots \\{\color {blue}k}a_{i1}&{\color {blue}k}a_{i2}&\dots &{\color {blue}k}a_{in}\\\vdots &\vdots &\ddots &\vdots \\a_{n1}&a_{n2}&\dots &a_{nn}\end{vmatrix}}={\color {blue}k}{\begin{vmatrix}a_{11}&a_{12}&\dots &a_{1n}\\\vdots &\vdots &\ddots &\vdots \\a_{i1}&a_{i2}&\dots &a_{in}\\\vdots &\vdots &\ddots &\vdots \\a_{n1}&a_{n2}&\dots &a_{nn}\end{vmatrix}}={\color {blue}k}D_{1}}
- 在行列式中，某一行（列）的每個元素是兩數之和，則此行列式可拆分為兩個相加的行列式[31]。

{\displaystyle {\begin{vmatrix}a_{11}&a_{12}&\dots &a_{1n}\\\vdots &\vdots &\ddots &\vdots \\{\color {blue}a_{i1}}+{\color {OliveGreen}b_{i1}}&{\color {blue}a_{i2}}+{\color {OliveGreen}b_{i2}}&\dots &{\color {blue}a_{in}}+{\color {OliveGreen}b_{in}}\\\vdots &\vdots &\ddots &\vdots \\a_{n1}&a_{n2}&\dots &a_{nn}\end{vmatrix}}={\begin{vmatrix}a_{11}&a_{12}&\dots &a_{1n}\\\vdots &\vdots &\ddots &\vdots \\{\color {blue}a_{i1}}&{\color {blue}a_{i2}}&\dots &{\color {blue}a_{in}}\\\vdots &\vdots &\ddots &\vdots \\a_{n1}&a_{n2}&\dots &a_{nn}\end{vmatrix}}+{\begin{vmatrix}a_{11}&a_{12}&\dots &a_{1n}\\\vdots &\vdots &\ddots &\vdots \\{\color {OliveGreen}b_{i1}}&{\color {OliveGreen}b_{i2}}&\dots &{\color {OliveGreen}b_{in}}\\\vdots &\vdots &\ddots &\vdots \\a_{n1}&a_{n2}&\dots &a_{nn}\end{vmatrix}}}
- 行列式中的兩行（列）互換，改變行列式正負符號[31]。

{\displaystyle {\begin{vmatrix}\vdots &\vdots &\vdots &\vdots \\{\color {blue}a_{i1}}&{\color {blue}a_{i2}}&\dots &{\color {blue}a_{in}}\\{\color {OliveGreen}a_{j1}}&{\color {OliveGreen}a_{j2}}&\dots &{\color {OliveGreen}a_{jn}}\\\vdots &\vdots &\vdots &\vdots \\\end{vmatrix}}=-{\begin{vmatrix}\vdots &\vdots &\vdots &\vdots \\{\color {OliveGreen}a_{j1}}&{\color {OliveGreen}a_{j2}}&\dots &{\color {OliveGreen}a_{jn}}\\{\color {blue}a_{i1}}&{\color {blue}a_{i2}}&\dots &{\color {blue}a_{in}}\\\vdots &\vdots &\vdots &\vdots \\\end{vmatrix}}}
- 在行列式中，有兩行（列）對應成比例或相同，則此行列式的值為0[31]。

{\displaystyle {\begin{vmatrix}{\color {blue}2}&{\color {blue}2}&\dots &{\color {blue}2}\\{\color {blue}8}&{\color {blue}8}&\dots &{\color {blue}8}\\\vdots &\vdots &\ddots &\vdots \\a_{n1}&a_{n2}&\dots &a_{nn}\end{vmatrix}}=0}
- 將一行（列）的{\displaystyle k}倍加進另一行（列）裡，行列式的值不變[31]。

{\displaystyle {\begin{vmatrix}\vdots &\vdots &\vdots &\vdots \\a_{i1}&a_{i2}&\dots &a_{in}\\a_{j1}&a_{j2}&\dots &a_{jn}\\\vdots &\vdots &\vdots &\vdots \\\end{vmatrix}}={\begin{vmatrix}\vdots &\vdots &\vdots &\vdots \\a_{i1}&a_{i2}&\dots &a_{in}\\a_{j1}{\color {blue}+ka_{i1}}&a_{j2}{\color {blue}+ka_{i2}}&\dots &a_{jn}{\color {blue}+ka_{in}}\\\vdots &\vdots &\vdots &\vdots \\\end{vmatrix}}}
注意：一行（列）的{\displaystyle k}倍加上另一行（列），行列式的值改變。
{\displaystyle {\begin{vmatrix}\vdots &\vdots &\vdots &\vdots \\a_{i1}&a_{i2}&\dots &a_{in}\\a_{j1}&a_{j2}&\dots &a_{jn}\\\vdots &\vdots &\vdots &\vdots \\\end{vmatrix}}{\color {red}\neq }{\begin{vmatrix}\vdots &\vdots &\vdots &\vdots \\a_{i1}&a_{i2}&\dots &a_{in}\\{\color {red}k}a_{j1}{\color {red}+a_{i1}}&{\color {red}k}a_{j2}{\color {red}+a_{i2}}&\dots &{\color {red}k}a_{jn}{\color {red}+a_{in}}\\\vdots &\vdots &\vdots &\vdots \\\end{vmatrix}}}
- 將行列式的行列互換，行列式的值不變，其中行列互換相當於轉置[31][32]。这个性质可以简单地记作

{\displaystyle D={\begin{vmatrix}a_{ij}\end{vmatrix}}={\begin{vmatrix}a_{ji}\end{vmatrix}}=D^{\textrm {T}}}
例如
{\displaystyle {\begin{vmatrix}a_{11}&a_{12}&\dots &a_{1n}\\a_{21}&a_{22}&\dots &a_{2n}\\\vdots &\vdots &\ddots &\vdots \\a_{n1}&a_{n2}&\dots &a_{nn}\end{vmatrix}}={\begin{vmatrix}a_{11}&a_{21}&\dots &a_{n1}\\a_{12}&a_{22}&\dots &a_{n2}\\\vdots &\vdots &\ddots &\vdots \\a_{1n}&a_{2n}&\dots &a_{nn}\end{vmatrix}}}
- 行列式的乘法定理：方块矩陣的乘積的行列式等於行列式的乘積。{\displaystyle \displaystyle \det(AB)=\det(A)\det(B)}。特别的，若将矩阵中的每一行每一列上的数都乘以一个常数{\displaystyle r}，那么所得到的行列式不是原来的{\displaystyle r}倍，而是{\displaystyle r^{n}}倍：[33]

{\displaystyle \det(rA)=\det(rI_{n}\cdot A)=\det(rI_{n})\cdot \det(A)=r^{n}\det(A)}。
- 以上的乘法公式还可以进一步推广为所谓柯西–比内公式，从而使得只要两个矩阵的乘积是方块矩阵，就有类似于以上的结果：假设{\displaystyle A}是一个{\displaystyle m\times n}矩阵，而{\displaystyle B}是一个{\displaystyle n\times m}矩阵。如果{\displaystyle S}是{\displaystyle \left\{1,\cdots ,n\right\}}中具有{\displaystyle m}个元素的子集{\displaystyle \left\{S_{1},\cdots ,S_{m}\right\}}，我们记{\displaystyle A_{S}}为{\displaystyle A}中列指标位于{\displaystyle S}中的{\displaystyle m\times m}子矩阵。类似地，记{\displaystyle B_{S}}为{\displaystyle B}中行指标位于{\displaystyle S}中的{\displaystyle m\times m}子矩阵。那么

{\displaystyle \det(AB)=\sum _{S}\det(A_{S})\det(B_{S})\,}
这里求遍{\displaystyle \left\{1,\cdots ,n\right\}}中{\displaystyle m}个元素的所有可能子集{\displaystyle S}（共有C(n,m)个）。
如果{\displaystyle m=n}，即{\displaystyle A}与{\displaystyle B}是同样大小的方块矩阵，则只有一个容许集合{\displaystyle S}，柯西–比内公式退化为通常行列式的乘法公式。如过{\displaystyle m=1}则有{\displaystyle n}容许集合{\displaystyle S}，这个公式退化为点积。如果{\displaystyle m>n}，没有容许集合{\displaystyle S}，约定行列式{\displaystyle \det(AB)}是零。
- 若{\displaystyle A}是可逆矩陣，{\displaystyle \displaystyle \det(A^{-1})=(\det(A))^{-1}}[35]。
- 由行列式的乘法定理以及{\displaystyle \displaystyle \det(A^{-1})=(\det(A))^{-1}}可以知道，行列式定义了一个从一般线性群{\displaystyle (GL_{n}(\mathbb {F} ),\times )}到{\displaystyle (\mathbb {F} ^{*},\times )}上的群同态[36]。
- 若将方块矩阵中的元素取共轭，得到的是矩阵的共轭矩阵。共轭矩阵的行列式值等於矩阵行列式值的共軛：{\displaystyle \det({\overline {A}})={\overline {\det(A)}}}[37]
- 若兩個矩陣相似，那麼它們的行列式相同。这是因为两个相似的矩阵之间只相差一个基底变换，而行列式描述的是矩阵对应的线性映射对体积的影响，而不是体积，所以基底变换并不会影响行列式的值。用数学语言来说，就是：

如果兩個矩陣{\displaystyle \mathbf {A} }与{\displaystyle \mathbf {B} }相似，那麼存在可逆矩阵{\displaystyle \mathbf {P} }使得
{\displaystyle \mathbf {A} =\mathbf {PB} \mathbf {P} ^{-1}}，所以
{\displaystyle \det(\mathbf {A} )=\det(\mathbf {PB} \mathbf {P} ^{-1})=\det(\mathbf {P} )\cdot \det(\mathbf {B} )\cdot \det(\mathbf {P} ^{-1})=\det(\mathbf {B} )\cdot \det(\mathbf {P} )\cdot \det(\mathbf {P} )^{-1}=\det(\mathbf {B} )}
- 行列式是所有特徵值（按代数重数计）的乘积。這可由矩陣必和其若尔当标准型相似推導出[38]。特殊地，三角矩阵的行列式等于其对角线上所有元素的乘积[38]。
- 由于三角矩阵的行列式计算简便，当矩阵的系数为域时，可以通过高斯消去法将矩阵变换成三角矩阵，或者将矩阵分解成三角矩阵的乘积之后再利用行列式的乘法定理进行计算。可以证明，所有的矩阵{\displaystyle A}都可以分解成一个上三角矩阵{\displaystyle U}、一个下三角矩阵{\displaystyle L}以及一个置换矩阵{\displaystyle P}的乘积：{\displaystyle A=P\cdot L\cdot U}。这时，矩阵{\displaystyle A}的行列式可以写成：

{\displaystyle \det(A)=\det(P)\cdot \det(L)\cdot \det(U)}
- 分块矩阵的行列式并不能简单地表示成每个分块的行列式的乘积组合。对于分块的三角矩阵，仍然有类似的结论：

{\displaystyle {\begin{vmatrix}A&0\\C&D\end{vmatrix}}={\begin{vmatrix}A&B\\0&D\end{vmatrix}}=\det(A)\det(D)}，矩阵的行列式等于对角元素的行列式之乘积。
对于一般情况，若对角元素中有一个是可逆矩阵，比如说{\displaystyle A}可逆，那么矩阵的行列式可以写做
{\displaystyle {\begin{vmatrix}A&B\\C&D\end{vmatrix}}=\det(A)\det(D-CA^{-1}B)}。
- 矩阵的行列式和矩阵的迹数有一定的关联，当矩阵的系数为域时，在定义了矩阵的指数函数后，有如下的恒等式：

{\displaystyle \det(\exp(A))=\exp(\mathrm {tr} (A))}

## 行列式的展开

### 餘因式

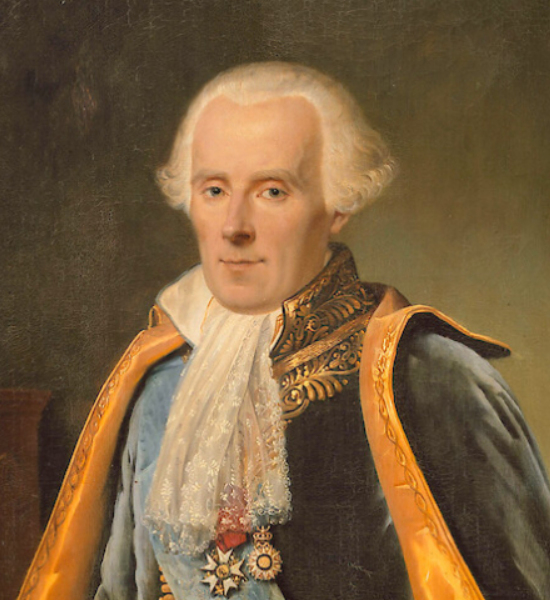
皮埃尔-西蒙·拉普拉斯

对一个{\displaystyle n}阶的行列式{\displaystyle M}，去掉{\displaystyle M}的第{\displaystyle i}行第{\displaystyle j}列后形成的{\displaystyle n-1}阶的行列式叫做{\displaystyle M}关于元素{\displaystyle m_{ij}}的餘因式。记作{\displaystyle M_{ij}}。
{\displaystyle M_{ij}={\begin{vmatrix}m_{1,1}&\dots &m_{1,j-1}&m_{1,j+1}&\dots &m_{1,n}\\\vdots &&\vdots &\vdots &&\vdots \\m_{i-1,1}&\dots &m_{i-1,j-1}&m_{i-1,j+1}&\dots &m_{i-1,n}\\m_{i+1,1}&\dots &m_{i+1,j-1}&m_{i+1,j+1}&\dots &m_{i+1,n}\\\vdots &&\vdots &\vdots &&\vdots \\m_{n,1}&\dots &m_{n,j-1}&m_{n,j+1}&\dots &m_{n,n}\end{vmatrix}}}

### 代数余子式
{\displaystyle M}关于元素{\displaystyle m_{ij}}的代数余子式记作{\displaystyle C_{ij}}。{\displaystyle C_{ij}=(-1)^{(i+j)}\cdot M_{ij}}。

### 行列式关于行和列的展开
一个{\displaystyle n}阶的行列式{\displaystyle M}可以写成一行（或一列）的元素与对应的代数余子式的乘积之和，叫作行列式按一行（或一列）的展开。
{\displaystyle \det {M}=\sum _{i=1}^{n}m_{i;j}C_{i,j}}
{\displaystyle \det {M}=\sum _{j=1}^{n}m_{i;j}C_{i,j}}
这个公式又称拉普拉斯公式，把{\displaystyle n}维矩阵的行列式计算变为了{\displaystyle n}个{\displaystyle n-1}维的行列式的计算。另一方面，拉普拉斯公式可以作为行列式的一种归纳定义：在定义了二维行列式后，{\displaystyle n}维矩阵的行列式可以借助拉普拉斯公式用{\displaystyle n-1}维的行列式来定义。这样定义的行列式与前面的定义是等价的。

## 行列式的计算
计算行列式的值是一个常见的问题。最简单的方法是按照定义{\displaystyle \det(A)=\sum _{\sigma \in S_{n}}\operatorname {sgn}(\sigma )\prod _{i=1}^{n}a_{i,\sigma (i)}}计算或按照拉普拉斯公式进行递归运算。这样的算法需要计算{\displaystyle n!}次的加法，复杂度是指数函数。在实际的计算中只能用于计算阶数很小的行列式。注意到拉普拉斯公式的性质，如果一行或一列里面有很多个0，那么就可以把行列式按这一行或一列展开，这时数值为零的系数所对应的代数余子式就不必计算了，因为最后要乘以0，这样就可以简化计算。然而更加简便的算法是利用高斯消去法或LU分解法，把矩阵通过初等变换变成三角矩阵或三角矩阵的乘积来计算行列式的值。这些算法的复杂度都是{\displaystyle n^{3}}级别，远远小于直接计算的复杂度。
如果一个算法可以在{\displaystyle {\mathit {O}}(n^{s})}时间内算出矩阵乘法，那么可以构造出一种{\displaystyle {\mathit {O}}(n^{s})}时间内的行列式求值算法。这说明求矩阵的行列式的值和矩阵的乘法有相同的复杂度。于是，通过分治算法或者其它的方法，可以达到比{\displaystyle {\mathit {O}}(n^{3})}更好的结果。比如，存在复杂度{\displaystyle {\mathit {O}}(n^{2.376})}的行列式求值算法。

## 行列式函数
由行列式的一般表达形式中可以看出，矩阵{\displaystyle A}的行列式是关于其系数的多项式。因此行列式函数具有良好的光滑性质。

### 单变量的行列式函数
设矩阵函数{\displaystyle t\mapsto A(t)}为{\displaystyle {\mathcal {C}}^{k}}（k阶连续可导）的函数，则由于行列式函数{\displaystyle t\mapsto \det A(t)}只不过是矩阵{\displaystyle A(t)}的某些系数的乘积，所以也是{\displaystyle {\mathcal {C}}^{k}}的。其对t的导数为
{\displaystyle {\frac {\rm {d}}{{\rm {d}}t}}\left(\det(A_{1}(t),\dots ,A_{n}(t))\right)=\sum _{i=1}^{n}\det(A_{1}(t),\dots ,A_{i-1}(t),A'_{i}(t),A_{i+1}(t),\dots ,A_{n}(t))}，其中的每个{\displaystyle A_{i}(t)}是矩阵{\displaystyle A(t)}的第i个行向量（也可以全部是列向量）。

### 矩阵的行列式函数
函数{\displaystyle A\mapsto \det A}是连续的。由此，n阶一般线性群是一个开集，因为是开区间{\displaystyle \mathbb {R} -\left\{0\right\}}的原像，而特殊线性群则是一个闭集，因为是闭集合{\displaystyle \left\{1,-1\right\}}的原像。
函数{\displaystyle A\mapsto \det A}也是可微的，甚至是光滑的（{\displaystyle {\mathcal {C}}^{\infty }}）。它在某个矩阵{\displaystyle A}处的展开为
{\displaystyle \det(A+H)=\det A+{\rm {tr}}({}^{t}{\rm {Com}}(A).H)+o(\|H\|)}
也就是说，在装备正则范数的矩阵空间{\displaystyle M_{n}(\mathbb {R} )}中，伴随矩阵是行列式函数的梯度
{\displaystyle \nabla \det(A)={\rm {Com}}(A)}特别当{\displaystyle A}为单位矩阵时，
{\displaystyle \det(I+H)=1+{\rm {tr}}(H)+o(\|H\|),\qquad \nabla \det(I)=I}
可逆矩阵的可微性说明一般线性群{\displaystyle GL_{n}(\mathbb {R} )}是一个李群。

## 与外代数的关系
行列式与外代数有密切的关系，因为外代数正是在给定的交换环{\displaystyle \mathbb {K} }上的自由{\displaystyle \mathbb {K} }-模{\displaystyle V}上最“一般性”的有交替性质的结合代数，记为{\displaystyle \wedge (V)}。外代数是由楔积构造而成的，而楔积在{\displaystyle V}上的交替性质表现如下（定义）：
楔积是满足结合律的双线性的二元运算，使得對於所有向量{\displaystyle v\in V}，{\displaystyle v\wedge v=0}
这表示
對於所有向量{\displaystyle u,v\in V}，{\displaystyle u\wedge v=-v\wedge u}，以及
當{\displaystyle v_{1},\ldots ,v_{k}\in V} 线性相关时，{\displaystyle v_{1}\wedge v_{2}\wedge \cdots \wedge v_{k}=0}。所有形同{\displaystyle v_{1}\wedge v_{2}\wedge \cdots \wedge v_{k}}的元素称为{\displaystyle k-}向量。所有{\displaystyle k-}向量构成了{\displaystyle \wedge (V)}的一个子空间，称为{\displaystyle V}的{\displaystyle k-}阶外幂，记为{\displaystyle \wedge ^{k}(V)}。行列式函数是{\displaystyle n}重交替线性形式，所以可以看成是将{\displaystyle n}个{\displaystyle \mathbb {K} ^{n}}裡面的向量映射到它们对应的{\displaystyle n-}阶外幂{\displaystyle \wedge ^{n}(\mathbb {K} ^{n})}这样一个映射。由于{\displaystyle \mathbb {K} ^{n}}的{\displaystyle k-}阶外幂{\displaystyle \wedge ^{k}(\mathbb {K} ^{n})}的维数等于组合数{\displaystyle {\binom {n}{k}}}，{\displaystyle \wedge ^{n}(\mathbb {R} ^{n})}的维数是{\displaystyle {\binom {n}{n}}=1}，因此{\displaystyle \wedge ^{n}(\mathbb {K} ^{n})}实际上同构于{\displaystyle \mathbb {K} }，所以将行列式看做{\displaystyle n}个{\displaystyle \mathbb {K} ^{n}}裡面的向量映射到它们对应的{\displaystyle n-}阶外幂{\displaystyle \wedge ^{n}(\mathbb {K} ^{n})}的映射与之前的行列式定义并没有冲突。外代数理论实际上涵盖了行列式理论。
对三维欧几里得空间中{\displaystyle \mathbb {R} ^{3}}可以建立一个线性同构{\displaystyle \phi :\Lambda ^{2}(\mathbb {R} ^{3})\rightarrow \mathbb {R} ^{3}}如下：任取{\displaystyle \mathbb {R} ^{3}}的右手的标准正交基{\displaystyle {\boldsymbol {i}}}，{\displaystyle {\boldsymbol {j}}}，{\displaystyle {\boldsymbol {k}}}，规定{\displaystyle \phi }把{\displaystyle {\boldsymbol {i}}\wedge \mathbf {j} }，{\displaystyle {\boldsymbol {j}}\wedge {\boldsymbol {k}}}，{\displaystyle {\boldsymbol {k}}\wedge {\boldsymbol {i}}}分别映射为{\displaystyle {\boldsymbol {k}}}，{\displaystyle {\boldsymbol {i}}}，{\displaystyle {\boldsymbol {j}}}，则{\displaystyle \phi }的定义与右手的标准正交基如何选取无关。
不难看出，对任意向量{\displaystyle {\boldsymbol {u}}}和{\displaystyle {\boldsymbol {v}}}，这个线性同构把楔积{\displaystyle {\boldsymbol {u}}\wedge {\boldsymbol {v}}}映射为叉积{\displaystyle {\boldsymbol {u}}\times {\boldsymbol {v}}}。这就是叉乘（向量积）的实质。叉积可以用带向量的行列式：
{\displaystyle \mathbf {a} \times \mathbf {b} =\ {\begin{vmatrix}\mathbf {i} &\mathbf {j} &\mathbf {k} \\a_{1}&a_{2}&a_{3}\\b_{1}&b_{2}&b_{3}\\\end{vmatrix}}}
来表示，但要注意这个行列式形式并不代表一个“真正”的行列式，因为第一行的分量不是数，而是向量。这个计算之所以正确是得益于线性同构{\displaystyle \phi }。

## 历史
行列式的概念最初是伴随着方程组的求解而发展起来的。行列式的提出可以追溯到十七世纪，最初的雏形由日本数学家关孝和与德国数学家戈特弗里德·莱布尼茨各自独立得出，时间相差132年。

### 早期研究

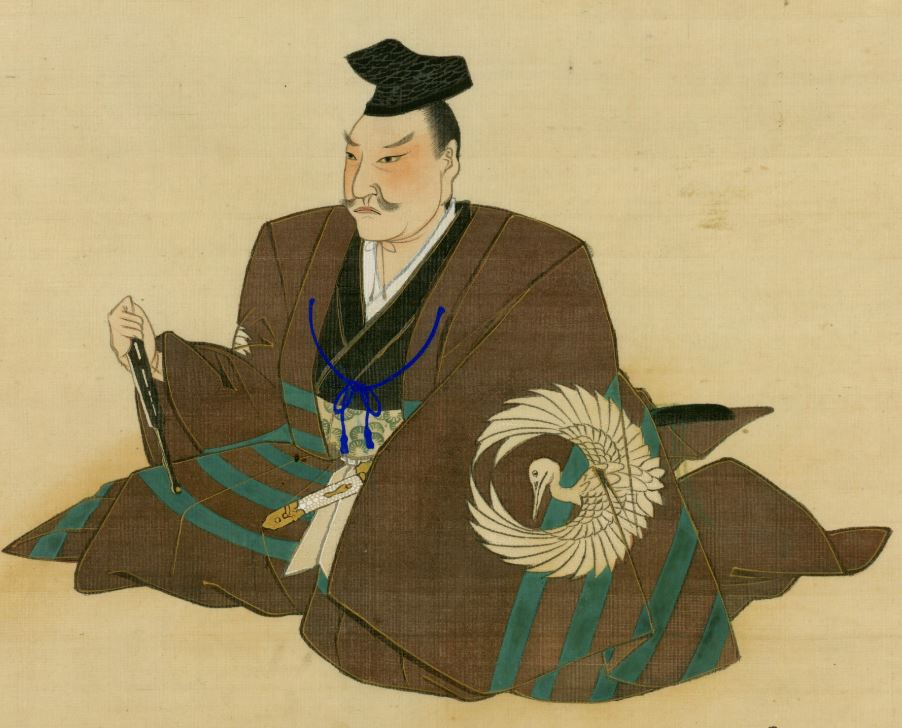
关孝和在《解伏题之法》中首次运用行列式的概念

1545年，吉罗拉莫·卡尔达诺在著作《大术》中给出了一种解两个一次方程组的方法。他把这种方法称为“母法”（regula de modo）。这种方法和后来的克莱姆法则已经很相似了，但卡尔达诺并没有给出行列式的概念。
1683年，日本数学家关孝和在其著作《解伏题之法》中首次引进了行列式的概念。书中出现了{\displaystyle 2\times 2}、{\displaystyle 3\times 3}乃至{\displaystyle 5\times 5}的行列式，行列式被用来求解高次方程组。
1693年，德国数学家莱布尼茨开始使用指标数的系统集合来表示有三个未知数的三个一次方程组的系数。他从三个方程的系统中消去了两个未知量后得到一个行列式。这个行列式不等于零，就意味着有一组解同时满足三个方程。由于当时没有矩阵的概念，莱布尼茨将行列式中元素的位置用数对来表示：ij代表第i行第j列。莱布尼茨对行列式的研究成果中已经包括了行列式的展开和克莱姆法则，但这些结果在当时并不为人所知。

### 任意阶数的行列式
1730年，苏格兰数学家科林·麦克劳林在他的《论代数》中已经开始阐述行列式的理论，记载了用行列式解二元、三元和四元一次方程的方法，并给出了四元一次方程组的一般解的正确形式，尽管这本书直到麦克劳林逝世两年后（1748年）才得以出版。

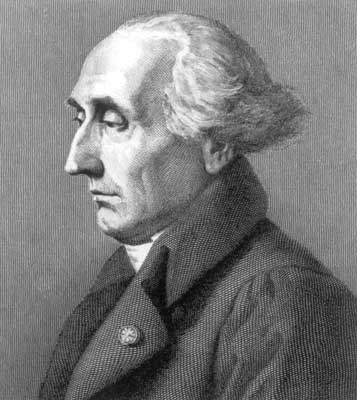
约瑟夫·拉格朗日

1750年，瑞士的加布里尔·克莱姆首先在他的《代数曲线分析引论》给出了n元一次方程组求解的法则，用于确定经过五个点的一般二次曲线的系数，但并没有给出证明。其中行列式的计算十分复杂，因为是定义在奇置换和偶置换上的。
此后，关于行列式的研究逐渐增多。1764年，法国的艾蒂安·裴蜀的论文中关于行列式的计算方法的研究简化了克莱姆法则，给出了用结式来判别线性方程组的方法。同是法国人的范德蒙德则在1771年的论著中第一个将行列式和解方程理论分离，对行列式单独作出阐述。这是数学家们开始对行列式本身进行研究的开端。
1772年，皮埃尔-西蒙·拉普拉斯在论文《对积分和世界体系的探讨》中推广了范德蒙德著作裡面将行列式展开为若干个较小的行列式之和的方法，发展出子式的概念。一年后，约瑟夫·拉格朗日发现了{\displaystyle 3\times 3}的行列式与空间中体积的联系。他发现：原点和空间中三个点所构成的四面体的体积，是它们的坐标所组成的行列式的六分之一。
行列式在大部分欧洲语言中被称为“determinant”（某些语言中词尾加e或o，或变成s），这个称呼最早是由卡爾·弗里德里希·高斯在他的《算术研究》中引入的。这个称呼的词根有“决定”意思，因为在高斯的使用中，行列式能够决定二次曲线的性质。在同一本著作中，高斯还叙述了一种通过系数之间加减来求解多元一次方程组的方法，也就是现在的高斯消元法。

### 行列式的现代概念

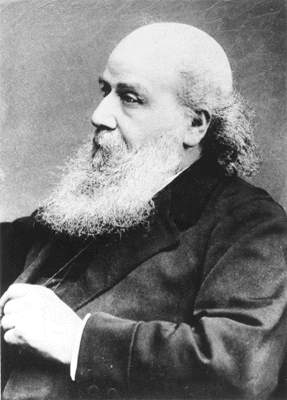
詹姆斯·约瑟夫·西尔维斯特

进入十九世纪后，行列式理论进一步得到发展和完善。奧古斯丁·路易·柯西在1812年首先将“determinant”一词用来表示十八世纪出现的行列式，此前高斯只不过将这个词限定在二次曲线所对应的系数行列式中。柯西也是最早将行列式排成方阵并将其元素用双重下标表示的数学家（垂直线记法是阿瑟·凯莱在1841年率先使用的）。柯西还证明了行列式的乘法定理（实际上是矩阵乘法），这个定理曾经在雅克·菲利普·玛利·比内的书中出现过，但没有证明。
十九世纪五十年代，凯莱和詹姆斯·约瑟夫·西尔维斯特将矩阵的概念引入数学研究中。行列式和矩阵之间的密切关系使得矩阵论蓬勃发展的同时也带来了许多关于行列式的新结果，例如阿达马不等式、正交行列式、对称行列式等等。
与此同时，行列式也被应用于各种领域中。高斯在二次曲线和二次型的研究中使用行列式作为二次曲线和二次型划归为标准型时的判别依据。之后，卡尔·魏尔斯特拉斯和西尔维斯特又完善了二次型理论，研究了{\displaystyle \lambda }-矩阵的行列式以及初等因子。行列式被用于多重函数的积分大约始于十九世纪三十年代。1832年至1833年间卡尔·雅可比发现了一些特殊结果，1839年，欧仁·夏尔·卡塔兰（Eugène Charles Catalan）发现了所谓的雅可比行列式。1841年，雅可比发表了一篇关于函数行列式的论文，讨论函数的线性相关性与雅可比行列式的关系。

## 应用

### 行列式与线性方程组
行列式的一个主要应用是解线性方程组。当线性方程组的方程个数与未知数个数相等时，方程组不一定总是有唯一解。对一个有n个方程和n个未知数的线性方程组，我们研究未知数系数所对应的行列式。这个线性方程组有唯一解当且仅当它对应的行列式不为零。这也是行列式概念出现的根源。
当线性方程组对应的行列式不为零时，由克萊姆法則，可以直接以行列式的形式写出方程组的解。但用克萊姆法則求解计算量巨大，因此并没有实际应用价值，一般用于理论上的推导。

### 行列式与矩阵
矩阵的概念出现得比行列式晚，直到十九世纪中期才被引入，然而两者在本质上仍然有密切关系。通过矩阵，线性方程组可以表示为
{\displaystyle \mathbf {A} x=b}
其中{\displaystyle \mathbf {A} }是由方程组中未知数的系数构成的方块矩阵，{\displaystyle x=(x_{1},x_{2},\cdots ,x_{n})^{\mathbf {T} }}是未知数，而{\displaystyle b=(b_{1},b_{2},\cdots ,b_{n})^{\mathbf {T} }}。
在矩阵理论中，行列式也有各种用途。多項式{\displaystyle p(x)=\det(xI-A)}称为方块矩陣{\displaystyle A}的特徵值多項式。这是一个由行列式定义的多项式，它的解是矩阵所有的特征值。换句话说，{\displaystyle x}是矩阵{\displaystyle A}的特征值当且仅当{\displaystyle xI-A}不是可逆矩阵。特征值多项式在矩阵理论中有重要的应用。

### 行列式与多项式
早在高斯的时代，行列式就和多项式的研究联系在一起。行列式的一个应用是在所谓的“结式”上。结式是两个多项式{\displaystyle \displaystyle p}和{\displaystyle \displaystyle q}的西尔维斯特矩阵的行列式。两个多项式的结式等于0当且仅当它们有高于或等于一次的公因子多项式。结式还可以判断多项式是否有重根：如果多项式{\displaystyle \displaystyle p}和它的微分多项式{\displaystyle \displaystyle p^{\prime }}的结式不为零，那么这个多项式没有重根，否则有重根。
行列式在多项式逼近理论中也有出现。给定一组插值点，判别插值多项式的存在性需要看所谓的范德蒙矩阵，而由于范德蒙矩阵的行列式不为零，因此根据克莱姆法则，插值多项式唯一存在（次数小于插值点个数）。

### 朗斯基行列式
朗斯基行列式是函数矩阵的行列式，因此本身也是一个函数。给定n个n-1次连续可微函数，f1、...、fn，它们的朗斯基行列式W(f1, ..., fn)为：
{\displaystyle W(f_{1},\ldots ,f_{n})(t)={\begin{vmatrix}f_{1}(t)&f_{2}(t)&\cdots &f_{n}(t)\\f_{1}'(t)&f_{2}'(t)&\cdots &f_{n}'(t)\\\vdots &\vdots &\ddots &\vdots \\f_{1}^{(n-1)}(t)&f_{2}^{(n-1)}(t)&\cdots &f_{n}^{(n-1)}(t)\end{vmatrix}}}
可以证明，如果f1、...、fn线性相关，那么它们的朗斯基行列式恒等于零。
在线性微分动力系统理论中，朗斯基行列式用来判别若干个解的线性相关性。如果n个解f1、...、fn线性无关，那么它们的朗斯基行列式将总不为零。根据刘维尔定理，n维空间上的线性微分方程：
{\displaystyle Y^{\prime }=A(t)Y}
的基础解系所构成的朗斯基行列式{\displaystyle W(t)}满足：
{\displaystyle W'(t)={\rm {tr}}\,A(t)W(t)}，
同样地，线性微分方程：
{\displaystyle y^{(n)}=a_{0}(t)y+a_{1}(t)y'+a_{2}(t)y''+...+a_{n-1}(t)y^{(n-1)}\,}的基础解系所构成的朗斯基行列式{\displaystyle W(t)}满足：
{\displaystyle W'(t)=a_{n-1}(t)W(t)}

### 行列式与多重积分

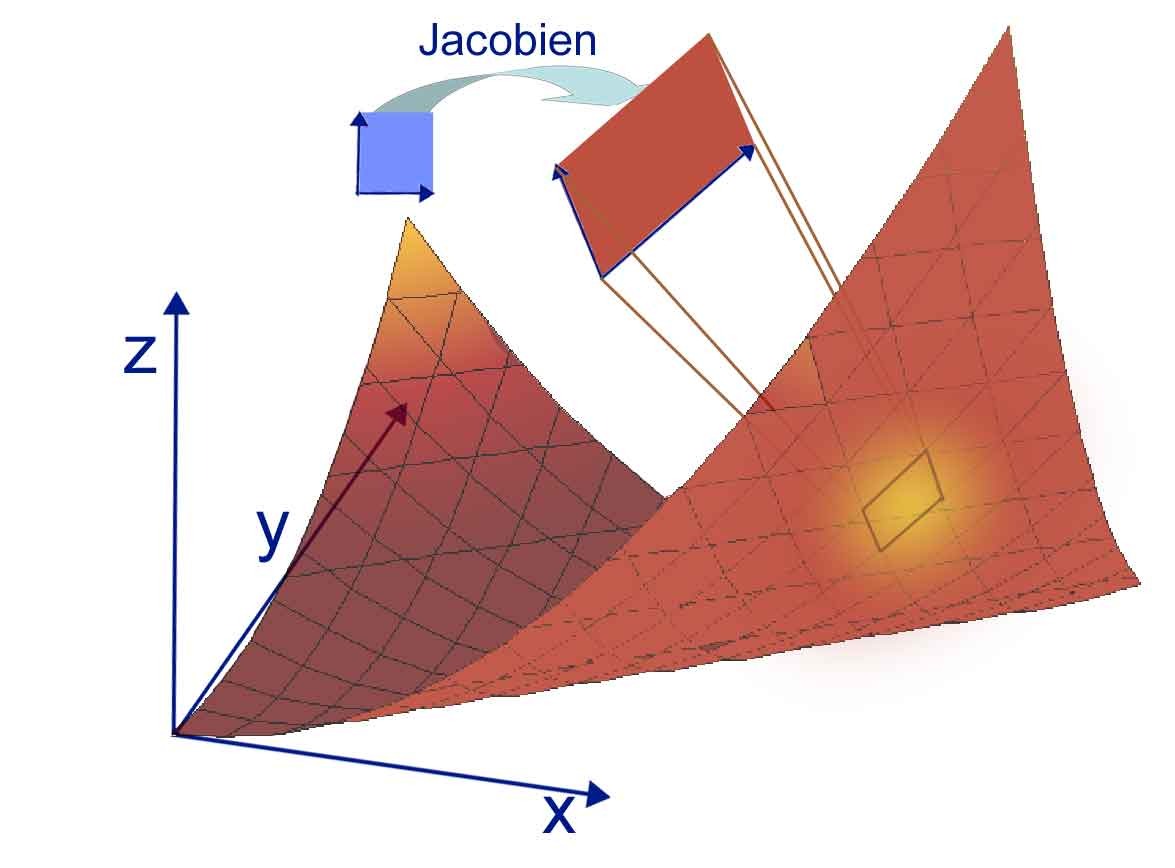
雅可比行列式是把一个体积元（蓝色）变换成另一个（红色）时两者的体积之比

行列式体现了线性变换对于空间体积的作用，对于非线性的函数，其对体积的影响更为复杂，但对于足够“良好”的函数，在一个微小的范围内，比如说在空间中一点的附近，可以将函数的效果近似地用线性的变换来代替。由此，对于某些函数，也可以将它在某一点附近的作用效果用它在这一点上的偏导数构成的矩阵（称为雅可比矩阵）来表示。这类行列式被称为“雅可比行列式”，即是雅可比矩阵的行列式，只对连续可微的函数有定义。
在计算“体积”的多重积分中，雅可比行列式应用于换元积分的时候。积分的思想是将空间割成许多个微小的体积元，称为积分元素，再将每个体积元上的函数值乘以体积元的体积后相加。将一个积分元素换为另一个积分元素时，实际上作了一次对空间中体积的度量方式的改变：分划体积元的方式不同了。譬如在二维空间中，将直角坐标积分换为极坐标积分时，面积元素由方块区域变成扇形区域。因此，要测量这种体积度量方式的改变，可以将这种变换看成一个非线性的变换函数（实际上是一个微分同胚）：{\displaystyle \varphi :\mathbb {R} ^{n}\longrightarrow \mathbb {R} ^{n}}。而它在每一点的影响可以通过雅可比行列式来体现。

### 行列式与非线性方程组及分枝理论
运用雅可比行列式的还有非线性方程组的数值求解。对于一般的非线性方程组，不存在求解公式，只能够用数值分析的方法求近似解。求近似解的基本思想也是将非线性问题在局部的地方逐步线性化，化归为线性方程组来求解。设有方程组：
{\displaystyle {\begin{cases}f_{1}(x_{1},x_{2},\cdots ,x_{n})=0\\\quad \vdots \qquad \qquad \qquad \vdots \quad \\f_{n}(x_{1},x_{2},\cdots ,x_{n})=0\end{cases}}}
其中{\displaystyle f=(f_{1},\cdots ,f_{n})}是连续可微函数，并在解的附近雅可比行列式不为零，那么可以用牛顿法迭代求得近似解。迭代程序为：
{\displaystyle f(x^{(k+1)})=x^{(k)}-\det(\mathbf {J} _{f}(x^{(k)}))^{-1}f(x^{(k)})\qquad (k=0,1,\cdots )}
其中的{\displaystyle x^{(k)}=(x_{1}^{(k)},x_{2}^{(k)},\cdots ,x_{n}^{(k)})}是第{\displaystyle k}次迭代时的解的近似数值。每次迭代时先求解关于线性方程组
{\displaystyle \mathbf {J} _{f}(x^{(k)})\Delta x^{(k)}=f(x^{(k)})}
然后计算新的近似值
{\displaystyle x^{(k+1)}=x^{(k)}-\Delta x^{(k)}}
在实际应用中，还需要考虑带有参数的非线性方程组：
{\displaystyle {\begin{cases}f_{1}(x_{1},x_{2},\cdots ,x_{n},\lambda )=0\\\quad \vdots \qquad \qquad \qquad \vdots \quad \\f_{n}(x_{1},x_{2},\cdots ,x_{n},\lambda )=0\end{cases}}}
其中的{\displaystyle \lambda }可以代表温度、外力等环境因素。当环境改变时，方程解上的雅可比行列式可能从非零变为零。雅可比行列式为零的点称为临界点或分支点，是方程的解改变性质的地方。和线性方程组类似，当雅可比行列式的值为零时，方程组会出现局部多值的情况。寻找分支点和分支方向的研究是非线性方程求解的一大问题。

### 引用
1. (PDF). （原始内容 (PDF)存档于2022-10-28）.
2. ↑  项武义，《基础代数学》，第92页
3. ↑  居余马，《线性代数》第2-5页
4. ↑  张贤科，《高等代数学》，第38页
5. ↑  （英文）M.R. Adhikari. . Allied Publishers Pvt Ltd. 2004. ISBN 978-8-177-64591-0.，第461页
6. ↑  张贤科，《高等代数学》，第33页
7. 1 2  Harold，頁34
8. 1 2  Harold，頁35
9. 1 2 3  张贤科，《高等代数学》，第40页
10. 1 2 3 4 5  （中文）項武義. . 人民教育出版社. 2004. ISBN 7-107-17679-X.，第92页。
11. ↑  項武義. . 人民教育出版社. 2004. ISBN 7-107-17679-X.
12. ↑  Harold，頁36
13. ↑  Gilbert Strang, Linear algebra and its applications,第234页
14. ↑  张贤科，《高等代数学》，第283页
15. ↑  werner,第136-140页
16. ↑  （英文）Gilbert Strang. . Brookes/Cole Thomson Learning. 2006. ISBN 0-15-551005-3.，第234-235页
17. 1 2  Werner，頁132
18. ↑  （法文）Robert COQUEREAU. . 2002  [2009-12-12]. （原始内容存档于2010-03-09）.
19. ↑  项武义，《基础代数学》，第92-93页
20. 1 2  Werner，頁102
21. ↑  张贤科，《高等代数学》，页43-46
22. ↑  Steven Roman, Advanced Linear Algebra，第387-388页
23. ↑  Werner，頁109
24. 1 2  Steven Roman, Advanced Linear Algebra，第405-406页
25. 1 2  Werner，頁104
26. ↑  胡冠章，王殿軍，《應用近世代數》，第47頁
27. ↑  居余马，《线性代数》，第7-10页
28. 1 2  （英文）F. R. Gantmacher. . Dover Publications. 2005. ISBN 978-0486445540.，第67-68页
29. ↑  Paul Moritz Cohn. . Springer. 2003. ISBN 978-1-852-33667-7.
30. ↑  （英文） (PDF). Functional Analysis and Its Applications (Springer New York). doi:10.1007/BF01075044.[永久]
31. 1 2 3 4 5 6 7  居余马，《线性代数》，第7-11页
32. ↑  Steven Roman, Advanced Linear Algebra,第405-406页
33. ↑  项武义，《基础代数学》，第89页
34. ↑  （英文） (PDF).   [2010-05-19]. （原始内容 (PDF)存档于2019-03-04）.
35. ↑  居余马，《线性代数》，页65
36. ↑  （英文）Gabe Cunningham.  (PDF).   [2010-05-19]. （原始内容存档 (PDF)于2021-05-03）.
37. ↑  这是由于行列式按照定义可以看成关于矩阵系数的多项式。另一方面，若干个复数乘积或和的共轭等于其共轭的乘积或和。从而当每个系数都取共轭后，行列式这个多项式的值也变成原来的共轭。
38. 1 2  （英文）N.丹佛，J.T.施瓦茨. . Interscience. 1958: 39–40.
39. ↑  Gilbert Strang, Linear Algebra and its applications,第236-237页
40. ↑  （英文）Mike Brookes. . Imperial College.   [2010-02-02]. （原始内容存档于2008-01-13）.
41. ↑  （英文）Horn, Roger A.; Johnson, Charles R., , Cambridge University Press, 1991, ISBN 978-0-521-46713-1，第439页
42. 1 2 3  居余马，《线性代数》，页3-5
43. ↑  张贤科，《高等代数学》，页47-48
44. ↑  （英文）Erich Kaltofen、Gilles Villard.  (PDF). Computational Complexity. doi:10.1007/s00037-004-0185-3.[永久]
45. ↑  （英文）Villard, Gilles,  (PDF), CNRS - LIP ENS Lyon, INRIA, 2002  [2010-02-03], （原始内容 (PDF)存档于2008-07-04）
46. ↑  （英文）Joel N. Franklin. . Dover Publications. 2000. ISBN 978-0486411798.，第23-24页
47. ↑  （英文）John O'Connor. .   [2010-05-20]. （原始内容存档于2021-01-08）.
48. ↑  （英文）Lawrence Conlon. . Birkhäuser Boston;. 2001. ISBN 978-0817641344.
49. ↑  （英文）Rajendra Bhatia, Tanvi Jai.  (PDF). Indian Statistical Institute, Delhi Centre.   [2010-05-20]. （原始内容存档 (PDF)于2021-01-23）.
50. ↑  （中文）张贤达. . 清华大学出版社. 2008. ISBN 9787302092711.，第272页
51. ↑  （英文）Vladimir G. Ivancevic,Tijana T. Ivancevic. . World Scientific Publishing Company. 2007. ISBN 978-9812706140.
52. ↑  张贤科，《高等代数学》，第311-319页
53. 1 2  （英文）Joesph J.Rotman. . Prentice Hall. 2002. ISBN 978-0-130-87868-7.，第747-760页
54. ↑  （德文）E Knobloch, Determinants, in I Grattan-Guinness (ed.), Companion Encyclopedia of the History and Philosophy of the Mathematical Sciences (London, 1994), 766-774.
55. 1 2 3 4 5 6  （英文） J J O'Connor、E F Robertson. .   [2009-12-10]. （原始内容存档于2008-07-25）.
56. ↑  （中文）曹亮吉. . 科學月刊第十八卷第二、第三期.   [2009-12-10]. （原始内容存档于2021-04-27）.
57. ↑  （德文）莱布尼兹，《莱布尼兹数学文献》（Leibnizens mathematische Schriften）, A. Asher，第二卷，页229-245
58. ↑  （中文）. 香港教育發展組教育資訊站.   [2009-12-10]. （原始内容存档于2010-01-04）.
59. ↑  （德文）E. Knobloch, Der Beginn der Determinantentheorie, Leibnizens nachgelassene Studien zum Determinantenkalkül (Hildesheim, 1980)
60. ↑  （英文） C. B. Boyer, A History of Mathematics (John Wiley, 1968)
61. ↑  （法文）加布里尔·克拉默Introduction à l'analyse des lignes courbes algébraique 1750
62. ↑  （德文） M. Cantor, Geschichte der Mathematik (Teubner, 1913)
63. ↑  （法文）艾蒂安·裴蜀Recherches sur le degré des équations résultantes de l’évanouissement des inconnues, et sur le moyens qu’il convient d’employer pour trouver ces équations, Mém. Acad. Roy. Sci Paris, 1764, pp 288–338
64. ↑  （法文）亚历山德·西奥菲勒·范德蒙德（英语：Alexandre-Théophile Vandermonde）Mémoire sur l’élimination, Hist. de l’Acad. Roy. des Sciences Paris 1772, 2e partie, pp 516-532
65. ↑  （法文）拉格朗日Nouvelle solution du problème du mouvement de rotation d’un corps de figure quelconque qui n’est animé par aucune force accélératrice Nouveaux mémoires de l’Académie royale des sciences et des belles-lettres de Berlin, 1773
66. 1 2  《古今数学思想》第三卷，第198页
67. ↑  （法文）. Journal de l'Ecole Polytechnique (l'Ecole Royale Polytechnique). 1815年10月: 29–112  [2009-12-10]. （原始内容存档于2020-06-11）.
68. ↑  《古今数学思想》第三卷,208-209页
69. ↑  《古今数学思想》第三卷，第207页
70. ↑  （德文）Monatsberichte der Berliner Akademie. 1858年1月: 207–220. 缺少或|title=为空 (帮助)
71. ↑  （德文）Monatsberichte der Berliner Akademie. 1868年1月: 310–338. 缺少或|title=为空 (帮助)
72. ↑  （中文）.   [2009-12-10]. （原始内容存档于2016-03-04）.
73. ↑  《古今数学思想》第三卷，第200页
74. ↑  （德文） 22. Paul Stäckel. 1841.
75. ↑  《古今数学思想》第二卷，第361页
76. ↑  （中文）卢刚. . 高等教育出版社. 2005. ISBN 978-7-040-13651-7.
77. ↑  居余马，《线性代数》，页213-214.
78. ↑  （中文）王东明，夏壁灿. . 清华大学出版社. 2004. ISBN 978-7-302-15919-3.
79. ↑  （英文）Matheus Grasselli,Dmitry Pelinovsky. . Jones & Bartlett. 2008. ISBN 978-0-763-73767-2.第247页.
80. 1 2 3 4  （英文）Andy R. Magid. . American Mathematical Society. 1994. ISBN 978-0821870044.，第15-17页
81. ↑  （中文）王高雄，周之铭，朱思铭，王寿松. . 高等教育出版社. 2006. ISBN 978-7-040-19366-4.
82. ↑  （中文）清华大学数学科学系《微积分》编写组. . 清华大学出版社. 2004. ISBN 978-7-302-06004-8.，第112-115页
83. ↑  （中文）齐民友. . 高等教育出版社. 2004. ISBN 7-040-12931-0.第79-85页
84. ↑  （中文）李庆扬，莫孜中，祁力群. . 科学出版社. 1999. ISBN 7-030-02846-5.
85. ↑  （中文）武际可滕宁钩袁勇.  (PDF). 力学与实践. 1987, 第4期.[永久]

## 外部連結
- Online Matrix Calculator線上行列式計算器
- Online Matrix Calculator （页面存档备份，存于）線上矩陣計算器
- 《新理解矩阵5》：体积=行列式 （页面存档备份，存于）来自科学空间